# Roman Weidenfeller
Roman Weidenfeller (pronunție în germană [ʁɔˈmaːn ˈvaɪ̯dənˌfɛlɐ]; n. 6 august 1980, Diez, Renania-Palatinat, Germania) este un fost fotbalist german care a jucat pe postul de portar pentru clubul de fotbal Borussia Dortmund din Bundesliga. A debutat în echipa națională a Germaniei într-un meci împotriva echipei Angliei.

## Titluri

### Club
Borussia Dortmund
- Bundesliga: 2010–2011, 2011–2012
- DFB-Pokal: 2011–12
- DFL-Supercup: 2008, 2013

## Legături externe
Materiale media legate de Roman Weidenfeller la Wikimedia Commons
- Site web oficial
- Roman Weidenfeller la Soccerbase
- de Roman Weidenfeller la fussballdaten.de